# Satyrus hegesander
Satyrus hegesander är en fjärilsart som beskrevs av Hans Fruhstorfer 1911. Satyrus hegesander ingår i släktet Satyrus och familjen praktfjärilar. Inga underarter finns listade.